# Đại học Quốc gia Úc
Đại học Quốc gia Úc là một viện đại học nghiên cứu công lập tại Canberra, Úc, được thành lập vào ngày 1 tháng 8 năm 1946 theo đề xướng của Quốc hội Úc với mục đích tạo cơ hội để khuyến khích ngành nghiên cứu ở Úc.
Đại học Quốc gia Úc là một viện đại học ưu tú, thuộc Nhóm 8 Đại học, Liên minh Quốc tế các Đại học nghiên cứu và là thành viên của nhiều hội đại học ưu tú trong vùng châu Á Thái Bình Dương. Hội đồng quản trị Đại học Quốc gia Úc gồm 15 thành viên.
Trong số giáo sư, cựu sinh viên Đại học Quốc gia Úc có sáu người đoạt Giải Nobel, 49 học giả Rhodes, toàn quyền đương nhiệm, hai cựu thủ tướng và nhiều thủ trưởng cơ quan chính phủ của Úc.